# Ja’akow Dori
Ja’akow Dori (hebr. ‏‏יעקב דורי‎‎, ur. 26 września?/8 października 1889 w Odessie, zm. 22 stycznia 1973 w Hajfie) – izraelski dowódca wojskowy w stopniu generała porucznika (raw alluf), oficer dyplomowany Sił Obronnych Izraela, w latach 1947–1949 pierwszy szef Sztabu Generalnego Sił Obronnych Izraela.

## Młodość
Ja’akow Dori urodził się jako Jakow Dostrowski w Odessie w Imperium Rosyjskim (obecnie Ukraina). Był synem Cwiego i Miriam Dostrowskich. Jego ojciec był lekarzem.
Po zamieszkach antyżydowskich w 1905 rodzina wyemigrowała do Palestyny, będącej wówczas częścią Imperium Osmańskiego. Ukończył szkołę średnią Hebrew Reali School w Hajfie.

## Służba wojskowa

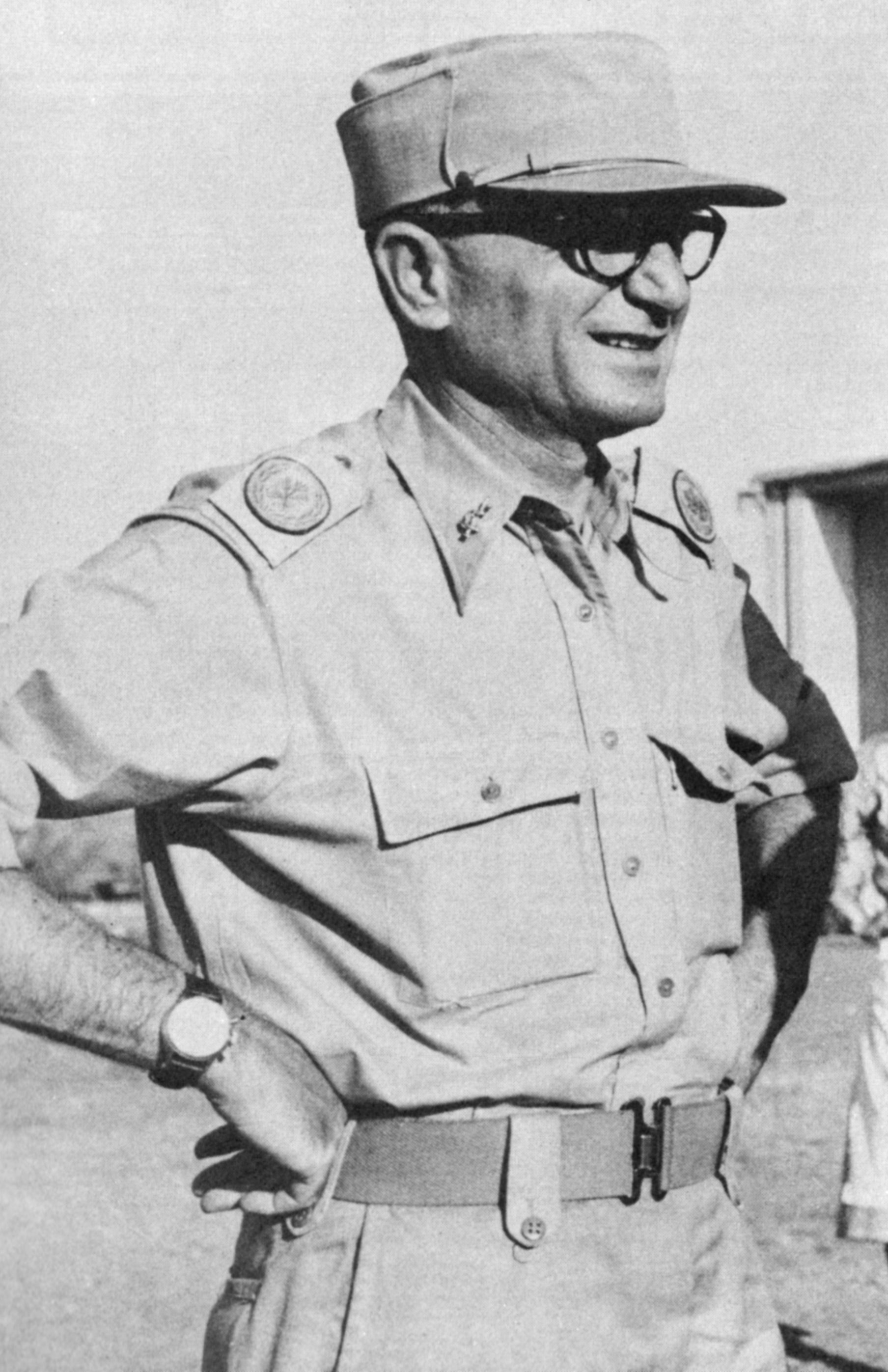
Generał Ja’akow Dori, 1948

Podczas I wojny światowej w 1917 Ja’akow Dori zaciągnął się do Legionu Żydowskiego w armii brytyjskiej. Od 1918 służył w brytyjskich siłach w Mandacie Palestyny. Wstąpił do żydowskiej organizacji paramilitarnej Hagana i przyjął pseudonim „Dan”. W 1920 zaangażował się w działania Hagany podczas arabskich rozruchów w Jerozolimie. Został za to w 1921 dyscyplinarnie zwolniony z brytyjskiej armii.
W 1926 ukończył studia inżynieryjne w Gandawie (w Belgii), po czym powrócił do Mandatu Palestyny. Został mianowany dyrektorem technicznym Agencji Żydowskiej i uczestniczył w zakładaniu osad żydowskich.
W 1929 ponownie wstąpił do żydowskich sił samoobrony i został dowódcą sił Hagany w Hajfie, a następnie szefem działu szkoleń na szczeblu krajowym. W latach 1939–1945 był szefem sztabu Hagany. Podczas II wojny światowej uczestniczył w opracowywaniu planów obrony społeczności żydowskiej na wypadek przełamania przez hitlerowców brytyjskiej obrony w Egipcie. Po wojnie podjął decyzję o reorganizacji rozproszonych sił Hagany na wzór armii, tworząc brygady i mniejsze jednostki wojskowe. W 1946 stanął na czele delegacji żydowskiej wysłanej do Stanów Zjednoczonych w celu zakupu broni.

### Szef Sztabu Generalnego
W dniu 16 czerwca 1947 objął funkcję szefa sztabu generalnego Hagany. Gdy podczas wojny o niepodległość w dniu 28 maja 1948 sformowano Siły Obronne Izraela, Dori został pierwszym szefem Sztabu Generalnego Sił Obronnych Izraela. Pomimo swoich umiejętności był już jednak człowiekiem mocno schorowanym i 9 listopada 1949 ustąpił ze stanowiska, po czym odszedł do cywila.

## Po odejściu z armii
Po odejściu z wojska Dori został mianowany przewodniczącym Rady Naukowej przy urzędzie premiera Izraela. Następnie, w latach 1952–1965 piastował funkcję przewodniczącego Instytutu Technion w Hajfie. Przez pewien czas pełnił również funkcję zastępcy burmistrza Hajfy. W 1959 został odznaczony Legią Honorową.

## Odznaczenia
- Legia Honorowa